# Шмитт, Вивиан
Вивиан Шмитт (нем. Vivian Schmitt), также известная как Анна Б. (нем. Anna B.), (род. 31 марта 1978 года, Быдгощ, Польша) — немецкая порноактриса.

## Биография
Росла в Германии, в Берлине.
Вивиан — неоднократная обладательница премии Venus впоследствии Eroticline Awards.
Она имеет эксклюзивный контракт с компанией Videorama. В июле 2008, вместе с Яной Бах, она снялась в музыкальном видео к синглу «Zeig mir Deine Karre» (Sony / BMG) берлинского рэпера Doa21.

## Премии
- 2004 — Venus Awards как лучшая дебютантка[3]
- 2005 — Eroticline Awards как лучшая немецкая актриса[4][5]
- 2006 — Eroticline Awards как лучшая немецкая актриса[4]
- 2007 — Eroticline Awards за лучшее живое исполнение[1]
- 2009 — Erotixxx Awards как лучшая немецкая актриса[6]
- 2010 — Venus Awards как лучшая актриса[7]